# Dáinsleif
Dáinsleif (« legs de Dáin » en vieux norrois) est l'épée du roi Högni selon le récit que fait Snorri Sturluson de la bataille connue sous le nom de Hjadningavíg (Skáldskaparmál, 50). 

## Présentation
Quand Hedin lui offre compensation pour avoir enlevé sa fille, Högni lui répond qu'il est trop tard, puisque Dáinsleif a été tirée. Forgée par des nains, elle doit causer la mort d'un homme chaque fois qu'elle est dégainée, comme Tyrfing. Elle ne manque jamais sa cible, et les blessures qu'elle cause ne guérissent pas.